# Premier League Malti 2011-2012
La Premier League maltese 2011-2012 (ufficialmente BOV Premier League 2011-2012, per ragioni di sponsorizzazione) è stata la 97ª edizione della massima serie del campionato maltese di calcio. La stagione è iniziata il 19 agosto 2011 ed è terminata il 12 maggio 2012. Il Valletta ha vinto il titolo per la 21ª volta, la seconda consecutiva.

## Regolamento
Il campionato è stato diviso in due fasi. Nella prima fase le 12 squadre si sono affrontate in un girone di andata e ritorno, per un totale di 22 giornate. Al termine, le prime 6 hanno partecipato alla poule scudetto, mentre le ultime 6 hanno preso parte alla poule retrocessione.
Le due poule si sono svolte con gironi di andata e ritorno, per un totale di 10 giornate e le squadre sono partite con un numero di punti pari alla metà di quelli ottenuti nella prima fase (il numero è stato arrotondato per difetto, se avevano ottenuto un punteggio dispari).
La squadra campione di Malta è stata ammessa al secondo turno di qualificazione della UEFA Champions League 2012-2013.
La seconda e la terza classifica sono state ammesse al primo turno di qualificazione della UEFA Europa League 2012-2013.
Le ultime due classificate della poule retrocessione sono retrocesse in prima divisione.

## Squadre partecipanti
| Club             | Città       | Stadio                         | Posizione 2010-2011         |
| ---------------- | ----------- | ------------------------------ | --------------------------- |
| Balzan Youths    | Balzan      | Stadio di Ta' Qali             | 1º posto in Prima divisione |
| Birkirkara       | Birkirkara  | Infetti Ground                 | 3º posto                    |
| Floriana         | Floriana    | Stadio Victor Tedesco (Ħamrun) | 2º posto                    |
| Ħamrun Spartans  | Ħamrun      | Stadio Victor Tedesco          | 6º posto                    |
| Hibernians       | Paola       | Stadio Hibernians              | 9º posto                    |
| Marsaxlokk       | Marsaxlokk  | Marsaxlokk Ground              | 4º posto                    |
| Mosta            | Musta       | Charles Abela Stadium          | 3º posto in Prima divisione |
| Mqabba           | Micabba     | Stadio di Ta' Qali             | 2º posto in Prima divisione |
| Qormi            | Qormi       | Thomaso Grounds                | 8º posto                    |
| Sliema Wanderers | Sliema      | Tigné Point                    | 7º posto                    |
| Tarxien Rainbows | Tarxien     | Tarxien Ground                 | 5º posto                    |
| Valletta         | La Valletta | Salinos Ground                 | Campione di Malta           |

## Prima fase

### Classifica
|  | Pos. | Squadra          | Pt | G  | V  | N  | P  | GF | GS | DR  |
|  | ---- | ---------------- | -- | -- | -- | -- | -- | -- | -- | --- |
|  | 1.   | Valletta         | 55 | 22 | 17 | 4  | 1  | 52 | 17 | +35 |
|  | 2.   | Hibernians       | 51 | 22 | 15 | 6  | 1  | 55 | 16 | +39 |
|  | 3.   | Floriana         | 42 | 22 | 12 | 6  | 4  | 34 | 19 | +15 |
|  | 4.   | Sliema Wanderers | 35 | 22 | 8  | 11 | 3  | 34 | 24 | +10 |
|  | 5.   | Birkirkara       | 35 | 22 | 11 | 2  | 9  | 34 | 29 | +5  |
|  | 6.   | Balzan Youths    | 31 | 22 | 9  | 4  | 9  | 28 | 34 | -6  |
|  | 7.   | Qormi            | 29 | 22 | 9  | 2  | 11 | 36 | 37 | -1  |
|  | 8.   | Mosta            | 23 | 22 | 6  | 5  | 11 | 23 | 35 | -12 |
|  | 9.   | Mqabba           | 20 | 22 | 5  | 5  | 12 | 25 | 43 | -18 |
|  | 10.  | Ħamrun Spartans  | 19 | 22 | 5  | 4  | 13 | 31 | 52 | -21 |
|  | 11.  | Tarxien Rainbows | 18 | 22 | 5  | 3  | 14 | 26 | 44 | -18 |
|  | 12.  | Marsaxlokk       | 11 | 22 | 3  | 2  | 17 | 25 | 53 | -28 |

Legenda:

      Ammesse alla poule scudetto

      Ammesse alla poule retrocessione

### Risultati
|               | Bal  | Bir  | Flo  | Hib  | Ħam  | Mar  | Mos  | Mqa  | Qor  | Sli  | Tar  | Val  |
| ------------- | ---- | ---- | ---- | ---- | ---- | ---- | ---- | ---- | ---- | ---- | ---- | ---- |
| Balzan Youths | –––– | 0-4  | 2-2  | 3-2  | 2-0  | 3-1  | 1-1  | 1-2  | 2-0  | 2-1  | 1-0  | 0-2  |
| Birkirkara    | 2-1  | –––– | 0-1  | 0-3  | 3-1  | 1-0  | 0-0  | 1-0  | 2-0  | 0-1  | 2-3  | 1-4  |
| Floriana      | 3-1  | 0-3  | –––– | 0-0  | 4-2  | 4-0  | 1-2  | 2-0  | 2-1  | 0-1  | 1-0  | 0-1  |
| Hibernians    | 3-1  | 5-0  | 1-1  | –––– | 5-0  | 2-1  | 2-1  | 4-1  | 4-0  | 1-1  | 2-0  | 1-1  |
| Ħamrun        | 1-2  | 0-4  | 0-1  | 1-1  | –––– | 6-2  | 2-2  | 0-2  | 2-3  | 4-2  | 3-1  | 0-2  |
| Marsaxlokk    | 0-1  | 1-2  | 0-4  | 0-2  | 5-3  | –––– | 5-2  | 0-2  | 1-2  | 0-2  | 0-2  | 0-2  |
| Mosta         | 1-0  | 1-3  | 2-3  | 0-2  | 0-1  | 0-0  | –––– | 3-0  | 1-0  | 3-2  | 2-1  | 0-3  |
| Mqabba        | 2-2  | 2-2  | 0-1  | 1-6  | 2-3  | 1-0  | 1-1  | –––– | 1-4  | 0-2  | 1-1  | 2-4  |
| Qormi         | 3-0  | 2-0  | 1-1  | 0-2  | 3-0  | 3-1  | 4-1  | 0-1  | –––– | 1-3  | 4-1  | 1-4  |
| Sliema        | 1-1  | 1-0  | 0-0  | 3-3  | 1-1  | 2-2  | 2-0  | 1-1  | 3-3  | –––– | 3-0  | 0-0  |
| Tarxien       | 1-2  | 1-3  | 1-2  | 1-2  | 1-1  | 2-4  | 1-0  | 3-2  | 2-0  | 1-1  | –––– | 1-4  |
| Valletta      | 2-0  | 2-1  | 1-1  | 0-2  | 4-0  | 5-2  | 1-0  | 2-1  | 3-1  | 1-1  | 4-2  | –––– |

Aggiornati all'11 dicembre 2011

## Poulescudetto

### Classifica
|                  | Pos. | Squadra          | Pt | G  | V  | N  | P  | GF | GS | DR  |
| ---------------- | ---- | ---------------- | -- | -- | -- | -- | -- | -- | -- | --- |
| Malta (bandiera) | 1.   | Valletta         | 53 | 32 | 25 | 5  | 2  | 75 | 24 | +51 |
|                  | 2.   | Hibernians       | 47 | 32 | 22 | 6  | 4  | 74 | 26 | +48 |
|                  | 3.   | Birkirkara       | 38 | 32 | 17 | 4  | 11 | 55 | 37 | +18 |
|                  | 4.   | Floriana         | 33 | 32 | 16 | 6  | 10 | 47 | 35 | +12 |
|                  | 5.   | Sliema Wanderers | 24 | 32 | 9  | 14 | 9  | 47 | 47 | 0   |
|                  | 6.   | Balzan Youths    | 18 | 32 | 9  | 6  | 17 | 36 | 67 | -31 |

Legenda:

      Campione di Malta e ammessa alla UEFA Champions League 2012-2013

      Ammesse alla UEFA Europa League 2012-2013

### Risultati
|               | Bal  | Bir  | Flo  | Hib  | Sli  | Val  |
| ------------- | ---- | ---- | ---- | ---- | ---- | ---- |
| Balzan Youths | –––– | 0-5  | 0-3  | 1-4  | 3-3  | 2-7  |
| Birkirkara    | 3-0  | –––– | 3-1  | 2-0  | 1-1  | 0-2  |
| Floriana      | 3-1  | 2-1  | –––– | 0-2  | 1-4  | 0-1  |
| Hibernians    | 3-0  | 0-1  | 1-0  | –––– | 2-1  | 2-3  |
| Sliema        | 1-1  | 1-4  | 1-3  | 1-3  | –––– | 0-2  |
| Valletta      | 1-0  | 1-1  | 2-0  | 1-2  | 3-0  | –––– |

## Pouleretrocessione

### Classifica
|  | Pos. | Squadra          | Pt | G  | V  | N | P  | GF | GS | DR  |
|  | ---- | ---------------- | -- | -- | -- | - | -- | -- | -- | --- |
|  | 7.   | Qormi            | 33 | 32 | 15 | 2 | 15 | 54 | 48 | +6  |
|  | 8.   | Mosta            | 27 | 32 | 10 | 8 | 14 | 45 | 47 | -2  |
|  | 9.   | Tarxien Rainbows | 27 | 32 | 11 | 3 | 18 | 45 | 54 | -9  |
|  | 10.  | Ħamrun Spartans  | 25 | 32 | 9  | 7 | 16 | 47 | 71 | -24 |
|  | 11.  | Mqabba           | 24 | 32 | 9  | 7 | 16 | 40 | 55 | -15 |
|  | 12.  | Marsaxlokk       | 8  | 32 | 5  | 2 | 25 | 34 | 88 | -54 |

Legenda:

      Retrocesse in Prima divisione 2012-2013

### Risultati
|            | Ħam  | Mar  | Mos  | Mqa  | Qor  | Tar  |
| ---------- | ---- | ---- | ---- | ---- | ---- | ---- |
| Ħamrun     | –––– | 3-1  | 1-1  | 0-0  | 1-0  | 0-3  |
| Marsaxlokk | 1-6  | –––– | 1-5  | 0-4  | 1-0  | 0-2  |
| Mosta      | 2-2  | 5-0  | –––– | 2-2  | 2-0  | 0-2  |
| Mqabba     | 4-1  | 3-0  | 1-0  | –––– | 0-1  | 0-5  |
| Qormi      | 6-0  | 5-1  | 1-4  | 2-1  | –––– | 1-0  |
| Tarxien    | 1-2  | 2-4  | 2-1  | 1-0  | 1-2  | –––– |

## Classifica marcatori
| Gol |  |  | Giocatore            | Squadra                    |
| --- |  |  | -------------------- | -------------------------- |
| 34  |  |  | Obinna Obiefule      | Marsaxlokk (10) Mosta (24) |
| 22  |  |  | Tarabai              | Hibernians                 |
| 18  |  |  | Jorginho             | Qormi                      |
| 15  |  |  | Moises Avila Perez   | Birkirkara                 |
| 15  |  |  | Bojan Mamić          | Mqabba                     |
| 13  |  |  | Clayton Failla       | Hibernians                 |
| 13  |  |  | Pedrinho             | Balzan Youths              |
| 12  |  |  | Anderson Ribeiro     | Ħamrun Spartans            |
| 12  |  |  | Denni                | Valletta                   |
| 12  |  |  | William Barbosa      | Valletta                   |
| 11  |  |  | Joseph Farrugia      | Qormi                      |
| 11  |  |  | Daniel Mariano Bueno | Tarxien Rainbows           |

## Verdetti
- Campione di Malta:  Valletta
- In UEFA Champions League 2012-2013:  Valletta (al primo turno di qualificazione)
- In UEFA Europa League 2012-2013:  Hibernians,  Birkirkara,  Floriana (al primo turno di qualificazione)
- Retrocesse in Prima Divisione:  Mqabba,  Marsaxlokk